# Cotys VIII
Pour les articles homonymes, voir Cotys.
Sextus Julius Cotys (en grec ancien : Σέξτος Ἰούλιος Κότυς), plus connu sous le nom de Cotys VIII (en grec ancien : Κότυς Ηʹ), mort assassiné en 19, est un roi thrace des Sapéens et des Odryses, qui co-règne avec son oncle Rhescuporis III de 12 à 19.
Contemporain des débuts de l'Empire romain, il est le fils de son prédécesseur Rhémétalcès Ier, et le père de ses successeurs Cotys IX et Rhémétalcès III, ce dernier étant le dernier roi thrace.

## Biographie
Le roi Rhémétalcès Ier meurt vers l'an 12 et ses États, alliés de Rome, sont divisés en deux parties, qui sont réparties entre le fils et le frère du roi défunt, Cotys VIII et Rhescuporis III. Cotys reçoit la région proche de la côte et des colonies grecques. Rhescuporis, celle sauvage et inculte de l'intérieur, exposée à des attaques hostiles des peuples voisins. 
Comme il a reçu une éducation grecque, Auguste lui donne dans ce partage la portion de la Thrace la plus civilisée, dans le voisinage des villes grecques. Il se distingue par son humanité et son goût pour les lettres. Antipatros de Sidon le célèbre par une épigramme, et Ovide lui adresse la neuvième élégie du deuxième livre des Pontiques. Il y fait un grand éloge de ce prince, et loue ses vers qui sont sans doute en grec.
Rhescuporis décide de s'approprier les terres de son neveu, mais attend la mort d'Auguste, craignant de son courroux, puis mène à l'encontre de son neveu une série d'actions violentes. En 19, Tibère, dans une tentative d'empêcher une nouvelle guerre qui aurait probablement nécessité l'intervention des troupes romaines, envoie des émissaires aux deux rois thraces afin de favoriser l'ouverture de négociations de paix. 
Cotys congédie ses troupes et Rhescuporis feint de suivre son exemple : il propose une entrevue à son neveu, qui s'y rend sans défiance. Au milieu d'un festin, Rhescuporis le charge de chaînes, et s'empare aussitôt de ses états : puis il l'accuse de trahison auprès de Tibère puis demande que Rome reconnaisse sa souveraineté sur toute la Thrace. Tibère invite Rhescuporis à rejoindre Rome pour justifier l'arrestation de Cotys. Le roi thrace refuse et tue son neveu. Tibère envoie alors chez Rhescuporis le gouverneur de la Mésie Lucius Pomponius Flaccus qui, vieil ami du roi thrace, le convainc d'aller à Rome. 
Rhescuporis est accusé par la veuve de Cotys, Antonia Tryphaena, fille de Pythodoris de Trallès, reine du Pont, et jugé et condamné par le Sénat à une peine de confinement pour le meurtre de Cotys, et est envoyé à Alexandrie en Égypte. Peu après, il y est mis à mort, pour avoir tenté de s'échapper. 
Le royaume de Thrace est divisé entre Rhémétalcès II, fils de Rhescuporis qui s'est ouvertement opposé aux plans de son père, et les très jeunes enfants de Cotys, Cotys IX puis Rhémétalcès III, au nom desquels le propréteur Titus Trebellenus Rufus (ca) est nommé régent. Plus tard, vers 39, Rhémétalcès III devient le seul roi et à sa mort en 46, la Thrace est intégrée à l'Empire romain.

## Famille

### Mariage et enfants
Il se marie avec Antonia Tryphaena, future reine du Pont, avec qui il eut :
- Rhémétalcès III ;
- Cotys IX ;
- Polémon II ;
- Gepaepyris ;
- Pythodoris II.

### Sources partielles
- « Cotys V », Charles Weiss, Biographie universelle, ou Dictionnaire historique contenant la nécrologie des hommes célèbres de tous les pays, 1841 [détail des éditions].
- Christian Settipani, Continuité « gentilice » et continuité familiale dans les familles sénatoriales romaines à l'époque impériale, 2000, Addenda III (janvier-décembre 2002), p. 111.
- (en) Ian Mladjov, de l'Université du Michigan, liste des rois odrysiens de Thrace.
- (en) Site hourmo.eu, collection of Greek Coins of Thrace, Index des rois.